# Carpophilus hemipterus
Carpophilus hemipterus är en skalbaggsart som först beskrevs av Carl von Linné 1758.  Carpophilus hemipterus ingår i släktet Carpophilus och familjen glansbaggar. Arten förekommer tillfälligt i Sverige, men reproducerar sig inte. Inga underarter finns listade i Catalogue of Life.

## Bildgalleri

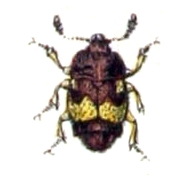